# Jeotgalicoccus halophilus
Jeotgalicoccus halophilus ist eine Bakterienart. Sie zählt zu der Abteilung Firmicutes, der Gram-Test verläuft somit positiv. Der GC-Gehalt dieser Art liegt bei 41,0 bis 41,2 Mol-Prozent. 2011 wurden zwei Bakterienstämme im Sediment zweier Salzseen in Xinjiang (China) entdeckt und der neuen Art Jeotgalicoccus halophilus zugeordnet. Der Artname bezieht sich auf die Halophilie der Bakterien.

## Merkmale

### Erscheinungsbild
Die Zellen von Jeotgalicoccus halophilus sind kokkenförmig. Der Durchmesser liegt bei 0,5–0,8 µm. Endosporen werden nicht gebildet. Die Art kann sich nicht durch eigene Kraft bewegen, ist also nicht motil.
Auf einem festen Nährmedium (z. B. Gibbson-Medium) wachsen die Zellen zu glatten, hellgelben Kolonien heran, deren Durchmesser nach Inkubation über drei Tage 1–2 mm beträgt. In der Aufsicht sind die Kolonien rund geformt mit einem klar definierten Rand, in der seitlichen Ansicht erscheinen sie leicht erhaben. Wenn die Inkubationsdauer verlängert wird, wird von den Kolonien ein hellrosafarbenes Pigment gebildet, das in das Nährmedium diffundiert.

### Wachstum und Stoffwechsel
Jeotgalicoccus halophilus ist heterotroph, er führt keine Photosynthese durch. Die Art zeigt auch unter anaeroben Bedingungen – also unter Sauerstoffausschluss – Wachstum, die Art ist fakultativ anaerob. Wachstum erfolgt bei pH-Werten von 5,5–10, optimales Wachstum bei pH 7,5. Tolerierte Temperaturen liegen zwischen 4–40 °C, optimales Wachstum findet bei 30–35 °C statt. Die Art ist halotolerant, sie wächst bei einem Gehalt von 0,1 bis 16 % an Natriumchlorid (NaCl) im Nährmedium, optimale Werte liegen bei 2–3 % NaCl. Zur Isolierung und Kultivierung ist das Gibbson-Medium geeignet, es enthält Trypton, Casein und Hefeextrakt sowie Mineralsalze wie Natriumchlorid und Magnesiumsulfat.
Biochemische Merkmale, wie beispielsweise die vorhandenen Enzyme und die daraus resultierenden Stoffwechseleigenschaften können in einer Bunten Reihe zur Identifizierung von J. halophilus verwendet werden. Das Enzym Katalase ist vorhanden, auch der Oxidase-Test fällt positiv aus. Das Enzym Urease ist vorhanden, J. halophilus ist also in der Lage, Harnstoff abzubauen. Ebenso produziert er das Enzym Phenylalanindesaminase und kann die Aminosäure Tyrosin durch Hydrolyse abbauen. Hingegen verfügt er nicht über die Arginindihydrolase (ADH). Er ist in der Lage, Stärke und Casein zu hydrolysieren. Nitrat wird nicht zu Nitrit reduziert. Schwefelwasserstoff (H2S) wird nicht gebildet, ebenso wenig werden Acetoin (negativer Voges-Proskauer-Test) oder Indol (negativer Indol-Test) gebildet. Auch die Methylrot-Probe fällt negativ aus. Die positiven Ergebnisse für den Urease-Test sowie für die Stärke- und Casein-Hydrolyse stehen im Widerspruch zur Beschreibung der Gattung Jeotgalicoccus durch Jung-Hoon Yoon (vergleiche Übersicht).
Im Rahmen des chemoorgano-heterotrophen Stoffwechsels kann J. halophilus mehrere organische Verbindungen als Kohlenstoffquelle nutzen und fermentativ unter Säurebildung verwerten, dazu gehören die Kohlenhydrate D-Fructose, D-Glucose und Saccharose sowie der Zuckeralkohol D-Mannitol, letzterer wird jedoch nur vom Typusstamm verwertet. Auch Maltose kann verwertet werden, allerdings ist hierbei keine Säurebildung festzustellen. Kohlenhydrate, die nicht genutzt werden können, sind beispielsweise die Monosaccharide L-Arabinose, D-Galactose, D-Mannose und D-Xylose und die Disaccharide D-Cellobiose, Lactose und D-Trehalose, sowie das Polysaccharid Glykogen.

### Chemotaxonomische Merkmale
Die für die Atmung genutzten Menachinone sind MK-7 (zu 83,2 %) und MK-6 (zu 16,8 %). Die Mureinschicht in der Zellwand enthält die Diaminosäure L-Lysin als diagnostisch wichtige Aminosäure an Position 3 der Peptidbrücke. Der Peptidoglycan-Typ ist A3α, neben Lysin sind noch die Aminosäuren Glycin und L-Alanin vorhanden. Die in den Membranlipiden vorkommenden Fettsäuren sind hauptsächlich Moleküle mit einer ungeraden Zahl von Kohlenstoffatomen (C15) und keiner Doppelbindung (gesättigte Fettsäuren). Es handelt sich um die verzweigtkettigen Fettsäuren mit den Abkürzungen antiso-C15:0 (anteiso-Pentadecansäure) und iso-C15:0 (iso-Pentadecansäure), ihr Anteil liegt bei 52,3 bzw. 26,1 %. Daneben findet sich noch eine ungesättigte, ungeradzahlige, verzweigte Fettsäure mit der Abkürzung iso-C17:1 ω10c, deren systematischer Name 15-Methyl-(Z)-9-Hexadecensäure lautet. Sie kommt zu 7,3 % vor. Die Gehaltsangaben beziehen sich auf den Typusstamm.
Der GC-Gehalt in der DNA von Jeotgalicoccus halophilus  liegt bei 41,0 bis 41,2 Mol-Prozent. Das Genom wurde bisher (Stand 2014) noch nicht vollständig sequenziert. Allerdings wurden für phylogenetische Untersuchungen die Nukleotide der 16S rRNA bestimmt, ein für Prokaryoten typischer Vertreter der ribosomalen RNA.

### Pathogenität
Bisher (Stand 2014) ist noch keine Zuordnung von Jeotgalicoccus halophilus durch die Biostoffverordnung in Verbindung mit der TRBA (Technische Regeln für Biologische Arbeitsstoffe) 466 zu einer Risikogruppe erfolgt. In der TRBA 466 mit Stand vom 25. April 2012 sind lediglich die verwandten Arten Jeotgalicoccus halotolerans, J. pinnipedialis und J. psychrophilus aufgeführt, sie sind der Risikogruppe 1 zugeordnet, gelten folglich als Bakterien, „bei denen es unwahrscheinlich ist, dass sie beim Menschen eine Krankheit hervorrufen“ (§ 3 Biostoffverordnung).

## Systematik
Die Art wird aufgrund ihrer ribosomalen RNA (16S-rRNA-Analysen) zu der Gattung Jeotgalicoccus gestellt. Sie gehört zu der Familie der Staphylococcaceae. Diese Familie gehört zu der Abteilung Firmicutes. Jeotgalicoccus halophilus wurde 2011 von Wen-Yan Liu u. a. erstbeschrieben. Sie entdeckten die Bakterienstämme J. halophilus C1-52 und YD-9 im Sediment zweier Salzseen in Xinjiang (China). Der Stamm J. halophilus C1-52 ist der Typusstamm der neu beschriebenen Art. Er wurde in den Sammlungen von Mikroorganismen in China (als CGMCC 1.8911) und Japan (als NBRC 105788) hinterlegt.

## Etymologie
Der Gattungsname Jeotgalicoccus leitet sich von dem neulateinischen Wort Jeotgalum her und bezieht sich auf den Fundort der erstbeschriebenen Art. Sie wurde aus koreanischen fermentierten Meeresfrüchten Jeotgal isoliert. Der Artname J. halophilus leitet sich von den altgriechischen Worten hals („Salz“) und philos („Freund“, „liebend“) her und bezieht sich auf die Halophilie der Art. Der Artname J. halotolerans bezeichnet bereits eine verwandte Spezies.